# 博伊尼克
43°01′N 21°44′E / 43.017°N 21.733°E

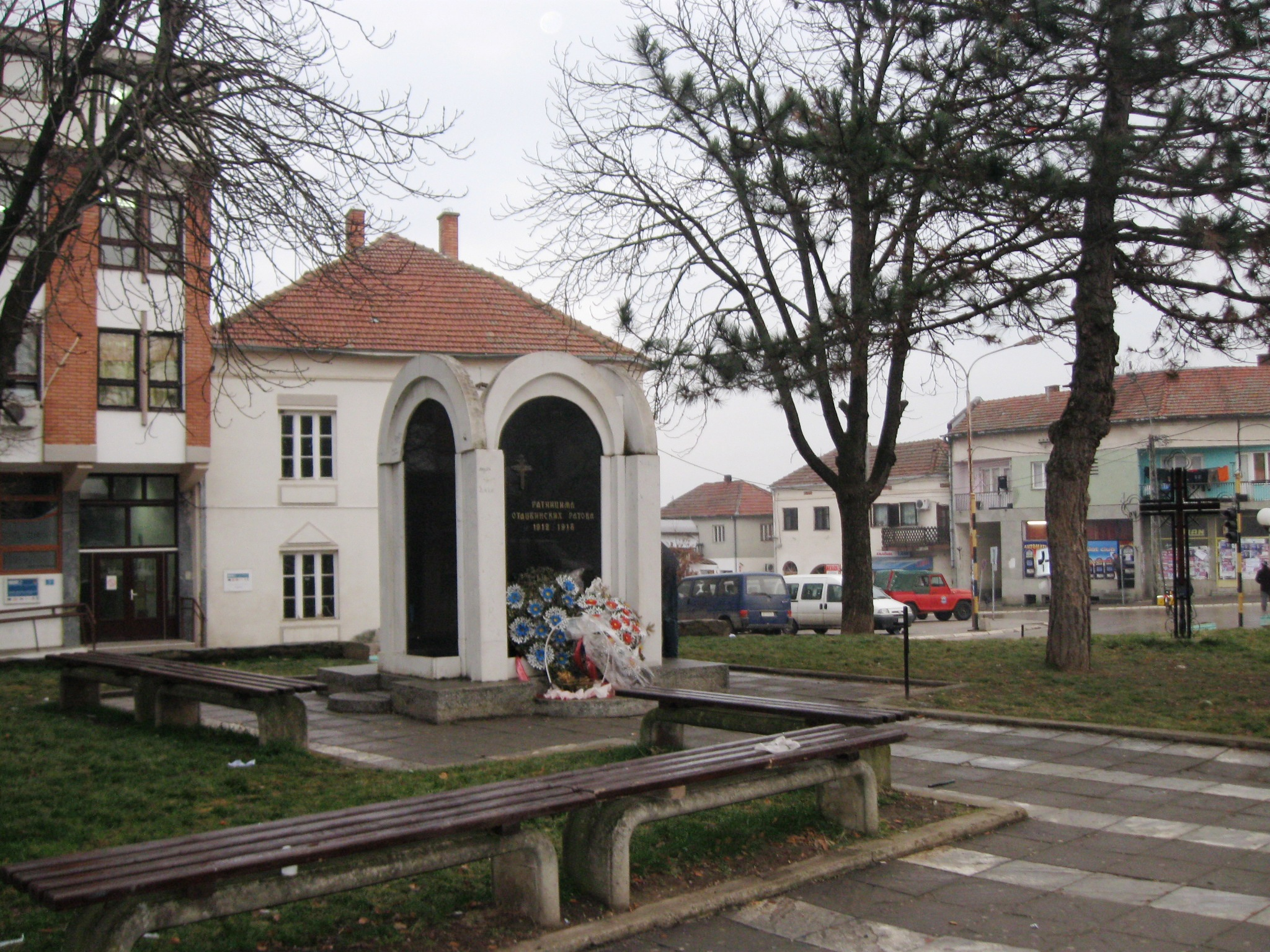

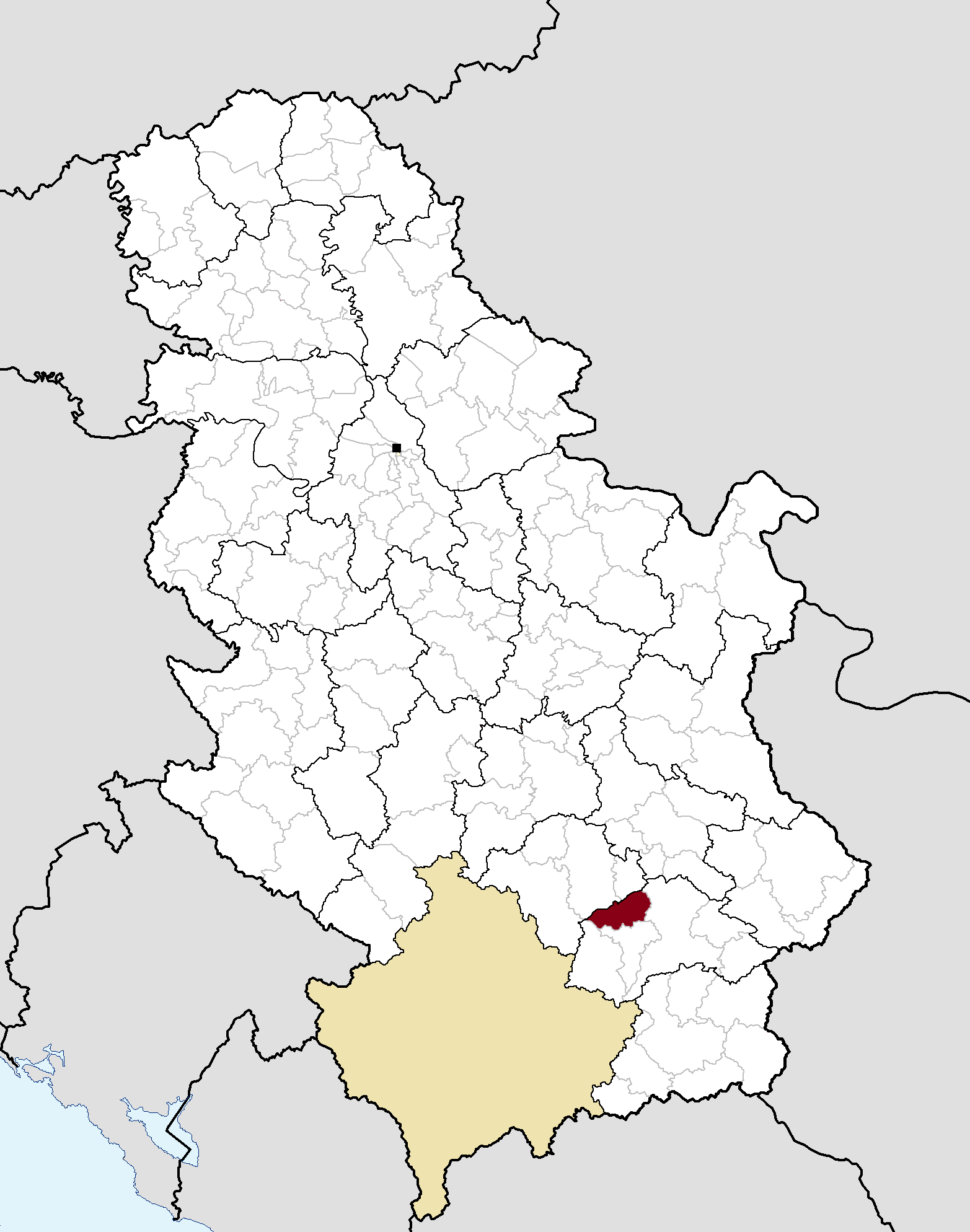

博伊尼克，是塞爾維亞的城鎮，位於該國東南部，由雅布蘭尼卡州負責管轄，面積264平方公里，海拔高度242米，2011年人口11,073，人口密度每平方公里42人。